# Numero decagonale centrato

Rappresentazione dei primi numeri decagonali centrati (1 escluso).

In teoria dei numeri, un numero decagonale centrato è un numero poligonale centrato che rappresenta un decagono con un punto al centro e gli altri punti che lo circondano. La formula per l'n-esimo numero decagonale centrato è:
{\displaystyle 5(n^{2}-n)+1=5n^{2}-5n+1}.
I primi numeri decagonali centrati sono: 1, 11, 31, 61, 101, 151, 211, 281, 361, 451, 551, 661, 781, 911, 1051, 1201, 1361, 1531.

## Proprietà matematiche
L'n-esimo numero decagonale centrato può essere visto come la somma di dieci volte l'(n-1)-esimo numero triangolare e di un punto centrale. Per questo, in base 10, tutti i numeri decagonali centrati terminano con 1, e si possono ottenere aggiungendo un 1 alla fine di un numero triangolare. Conoscendo l'n-esimo numero decagonale centrato, si può ricavare il successivo aggiungendo 10n.

Alcuni numeri decagonali centrati sono anche numeri decagonali. I primi sono: 1, 10, 171, 3060, 54901, 985150, 17677791, 317215080.

Diversi numeri decagonali centrati sono anche numeri primi. I primi primi decagonali centrati sono: 11, 31, 61, 101, 151, 211, 281, 661, 911, 1051, 1201, 1361, 1531, 1901, 2311, 2531, 3001, 3251, 3511, 4651, 5281, 6301, 6661. Tra questi, in base 10 non sono rari i primi palindromi: 11, 101, 151, 1598951, 1128512158211, 104216919612401...